# 盈德郡
盈德郡（：／ Yeongdeok gun */?）， 是大韓民國慶尚北道東部的一個郡，東臨日本海，西界慶尚山脈。面積741.06方公里，2007人口43,726人。下分1邑、8面。王氏高麗時期始稱盈德。1914年原盈德郡和寧海郡合併，成為今日的盈德郡。
當地的特產是松葉蟹。